# Comtat de Cocentaina (títol)
El comtat de Cocentaina és un títol nobiliari concedit pel rei Alfons V d'Aragó al seu principal conseller d'afers napolitans Ximén Pérez de Corella l'any 1448. Poc temps abans Pérez de Corella havia adquirit a la Corona, per 80 000 florins, el territori de la senyoria de Cocentaina.
El 1648 morí la darrera dels Corella i el títol passà als Benavides, aristòcrates andalusos titulars del ducat de Santisteban del Puerto. L'any 1805 s'integrà als títols de la casa de Medinaceli. Els darrers tres titulars han estat Victoria Eugenia Fernández de Córdoba y Fernández de Henestrosa (morta a Sevilla el 18 d'agost de 2013), el seu net Marco von Hohenlohe-Langenburg y de Medina (mort a Sevilla el 19 d'agost de 2016), la filla del qual, Victoria von Hohenlohe-Langenburg y Schmidt-Polex, n'és l'actual 21a comtessa des de l'1 de juny de 2018.

## Comtes de Cocentaina
| Núm.                         | Titular                                                         | Període   |
| ---------------------------- | --------------------------------------------------------------- | --------- |
| Creació per Alfons V d'Aragó |                                                                 |           |
| I                            | Eiximèn Peres Roís de Corella i de Santacoloma                  | 1448-1457 |
| II                           | Joan Roís de Corella i Llançol de Romaní                        | 1457-1478 |
| XIX                          | Victoria Eugenia Fernández de Córdoba y Fernández de Henestrosa | 1956-2013 |
| XXI                          | Marco von Hohenlohe-Langenburg y de Medina                      | 2014-2016 |
| XXI                          | Victoria von Hohenlohe-Langenburg y Schmidt-Polex               | 2018-     |